# Masirana nippara
Espèce
Masirana nippara est une espèce d'araignées aranéomorphes de la famille des Leptonetidae.

## Distribution
Cette espèce est endémique de Honshū au Japon. Elle se rencontre dans la grotte Nippara à Tokyo.

## Description
Le mâle holotype mesure 2,4 mm

## Publication originale
- Komatsu, 1957 : Some new cave spiders in Japan. Acta arachnologica, vol. 14, no 2, p. 67-73 (texte intégral).